# 兀浑察
兀浑察（？—1293年），元朝初年将领，蒙古札剌亦儿氏，蒙古奥鲁官拜延八都鲁的孙子，外貌台的儿子。
至元六年（1269年），拜延八都鲁告老，兀浑察代领其军，跟随行省也速答儿征诸国有功。至元十六年（1279年），跟随大军至斡端（今新疆和田市）征笃哇，又有功，赏银五十两。至元二十一年（1284年），诸王术伯命兀浑察前往乞失哈里之地为游击军。当时敌军二千余人，兀浑察率领勇士五十人作战，擒获其将也班胡火者献上。术伯鼓励他，将他的功劳上奏，赏银六百两、钞四千五百贯，授蒙古军万户，赐三珠虎符。至元三十年（1293年），因病去世。次子袭授曲先塔林左副元帅，不久去世。其弟塔海忽都袭位，升镇国上将军都元帅，改授四川蒙古副都万户。至治二年（1322年），病退。其子孛罗帖木儿袭位。